# Fuglsang (Brauerei)

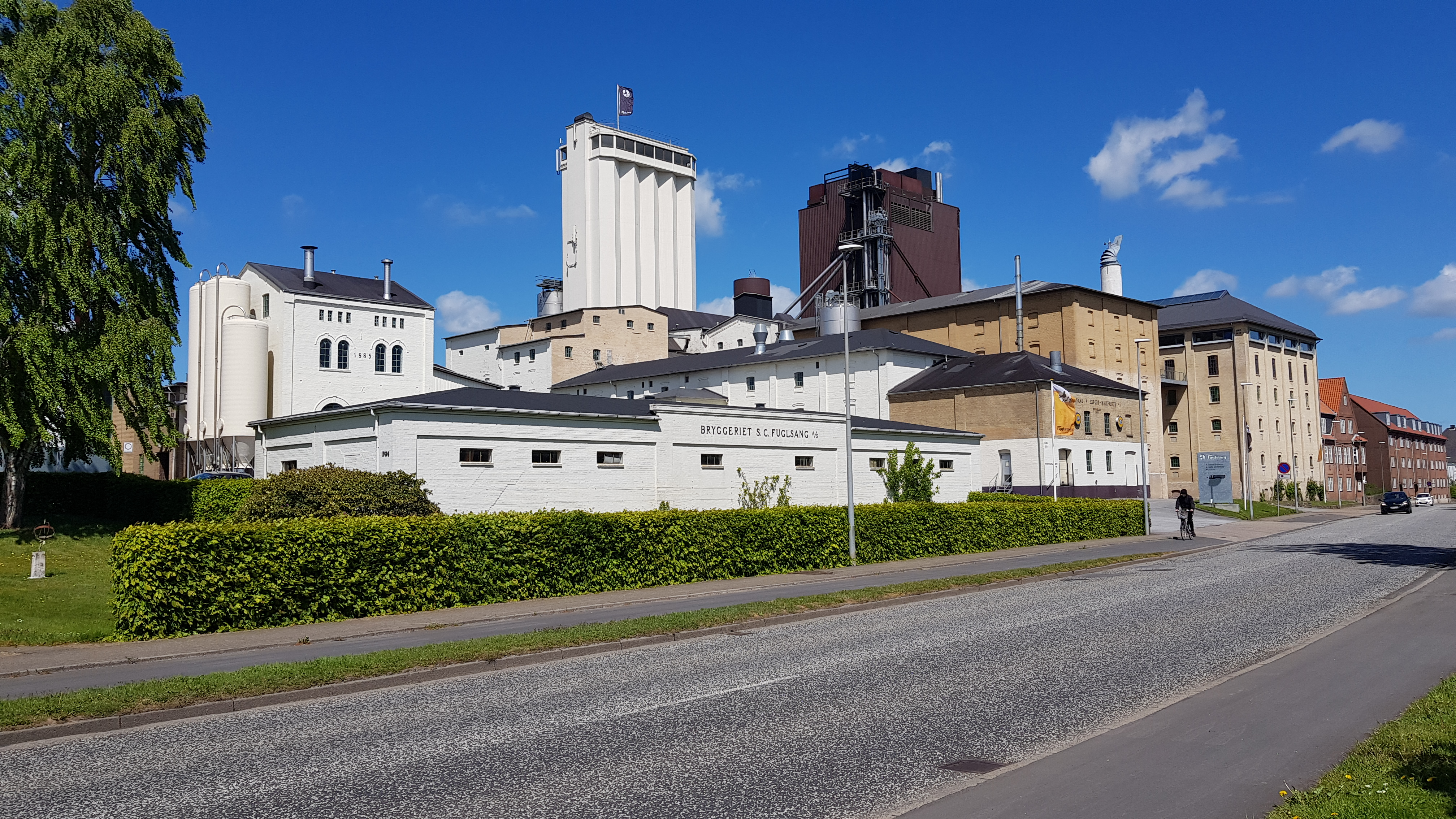

Fuglsang ist eine Bierbrauerei mit Sitz in der süddänischen Stadt Hadersleben/Haderslev. Die Brauerei ist seit 2021 Teil von Royal Unibrew.

## Geschichte
Die Brauerei wurde 1865 von Søren Christian Fuglsang gegründet. Die Brauerei war bis zum Verkauf an die Royal Unibrew A/S im Jahre 2021 die älteste Brauerei Dänemarks in Familienbesitz. Die Familie hat dänische und deutsche Wurzeln. Hadersleben liegt in Nordschleswig, dem Gebiet der deutschen Minderheit.

## Produkte
- Blue Bird
- Pilsner
- Black Bird
- Hvid Bock
- Hertug Hans
- Early Bird
- 150
- Nighting Ale
- White Christmas
- Ding Dong
- Hvidtøl
- Lys Fugl

Zudem werden acht Sorten alkoholfreier Limonaden hergestellt.

## Mälzerei

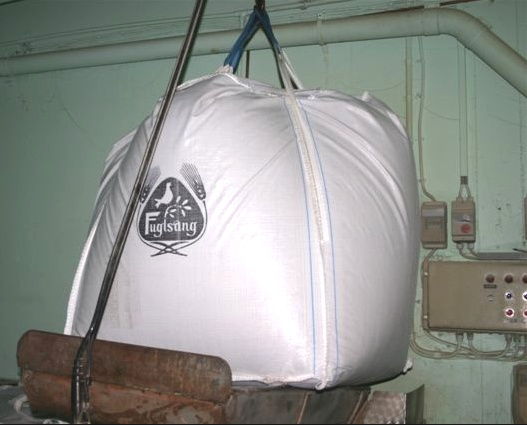
Fuglsang Malz in der Föroya Bjór Brauerei

Durch die wirtschaftlich gute Lage in der Anfangszeit der Brauerei bedingt wurde auch eine Mälzerei errichtet. Die Mälzerei existiert heute noch, wurde jedoch in ein rechtlich eigenständiges Unternehmen ausgegliedert. Die Malzfabrik produziert jährlich 150.000 Tonnen Malz, von denen 75 % in den Export gehen.